# 마흐모드 헤미다

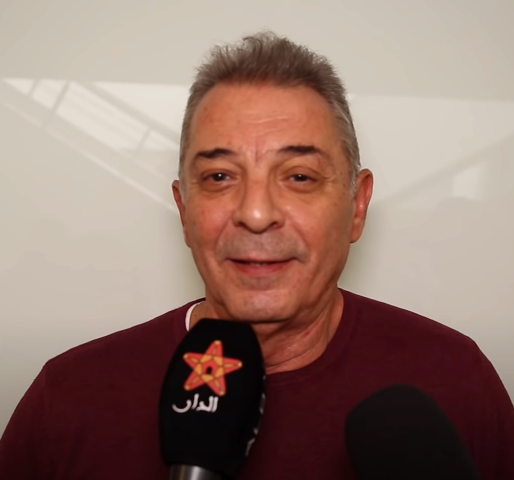
마흐모드 헤미다 (2018년)

마흐모드 헤미다(Mahmoud Hemida, 1953년 2월 7일 ~ )는 이집트의 배우이다.

## 영화
- 어 데이 포 우먼 (2016년)
- 세헤라자데, 내게 말해줘 (2009년)
- 알렉산드리아... 뉴욕 (2004년)
- 더 클로즈드 도어 (1999년)
- 영원한 사랑 (1999년)
- 운명 (1997년)
- 이주자 (1994년)